# Amityville 4: The Evil Escapes
Amityville 4: The Evil Escapes is een Amerikaanse horrorfilm uit 1989 onder regie van Sandor Stern. Het verhaal hiervan is gebaseerd op dat uit het gelijknamige boek van John G. Jones. Amityville 4: The Evil Escapes is het vierde deel in de The Amityville Horror-filmserie.

## Verhaal
Toen George en Kathy Lutz halsoverkop hun huis verlieten, lieten ze alles achter wat zich erin bevond. Hun spullen worden een paar dagen later verkocht op een veiling. Helen Royce koopt hierop een lamp voor haar zus Alice Leacock. Vanaf het moment dat die het cadeau uitpakt, beginnen de elektrische apparaten in haar huis een schijnbaar eigen leven te leiden.

## Rolverdeling
| Acteur             | Personage      |
| ------------------ | -------------- |
| Patty Duke         | Nancy Evans    |
| Jane Wyatt         | Alice Leacock  |
| Fredric Lehne      | Father Kibbler |
| Lou Hancock        | Peggy          |
| Brandy Gold        | Jessica Evans  |
| Zoe Trilling       | Amanda Evans   |
| Aron Eisenberg     | Brian Evans    |
| Norman Lloyd       | Father Manfred |
| Robert Alan Browne | Donald McTear  |
| Gloria Cromwell    | Rhona          |
| James Stern        | Danny Read     |
| Peggy McCay        | Helen Royce    |